# Papilio saharae
Der Sahara Schwalbenschwanz (Papilio saharae) oder auch Wüstenschwalbenschwanz ist ein Schmetterling aus der Familie der Ritterfalter (Papilionidae).

## Merkmale

### Falter
Die Vorderflügel sind überwiegend schwarz oder schwarzbraun. Zwischen der Submarginalregion und der Postdiskalregion verläuft vom Vorderrand bis zur Innenseite eine Reihe großer, gelber länglicher Flecken, die zum Außenrand zeigen und die fast zu einer Binde verschmelzen können. Sie werden zur Innenseite hin stetig länger und breiter. Parallel zum Außenrand verläuft eine Reihe von wesentlich kleineren Pfeilflecken. Am Vorderrand befinden sich noch drei längliche, gelbe Flecken. Auch die Hinterflügel haben eine schwarze Grundfärbung. Die Reihe großer gelber Flecken läuft hier in der Diskalregion weiter, die Flecken werden in Richtung Innenrand zunehmend kleiner und verschmelzen zu einer Binde. In der Submarginalregion befindet sich eine Reihe gelber Bogenflecken. Der Bogenfleck in Analwinkel ist orange gefärbt. In der Postdiskalregion und auch auf der Grenze zu der Diskalregion befinden sich eine bogenförmige Reihe blauer Flecken. Der leicht ausgezahnte Außenrand hat einen kurzen Schwanzfortsatz.
Die Unterseite der Vorderflügel weist alle Merkmale der Oberseite auf, allerdings sind sie verstärkt anzutreffen. Die Unterseite der Hinterflügel ist gelb. Alle Adern sowie die Umrandung der Bogenflecken sind schwarz. An den blauen Flecken befinden sich nun auch rote Flecken.
Es gibt im Flügelmuster keine Geschlechtsunterschiede, beide Geschlechter haben die gleichen Flügelzeichnungen und denselben stark behaarten Körper, welcher auf der Oberseite schwarz und auf der Unterseite gelb ist.

### Ei
Die Eiablage erfolgt einzeln an der Blattspitze von Pflanzen, die im Schatten stehen, oder an die unteren beschatteten Blätter von Pflanzen, die in der Sonne stehen. Die Eiablagepflanzen sind Riesenfenchel (Ferula communis), Ruta corsica und Peucedanum paniculatum und Deverra chloranthus. Das Ei von Papilio saharae ist deutlich kleiner als das Ei von Papilio machaon und ist zuerst glasig weiß. Am zweiten Tag verfärbt es sich hell maronenbraun (PIERRON 1990).

### Raupe
Kleine L1-Raupen von Papilio saharae sind dunkler und besitzen einen undeutlicheren weißen Sattel, wie die von Papilio machaon. Die L3-Raupen besitzen auffällige orange Tuberkeln auf dem Rücken und sind in diesem Stadium heller, meist Weiß und Orange. Am Ende der Raupenentwicklung (L5) haben sie eine weiße Grundfarbe ohne Tuberkeln und ohne Behaarung. Dieses Farb- und Musterschema wird bei den Raupen in der gesamten Verbreitung vorgefunden (PITTAWAY 1994).
Als Nahrungspflanzen der Raupen dienen Deverra chloranthus, Deverra tortuosa, Deverra scoparia,  Riesenfenchel (Ferula communis), Pycnocyla glauca, Seseli varium und Liebstöckel (Levisticum officinale).

### Puppe
Die Puppe von Papilio saharae ist graubraun. Die Falter schlüpfen unregelmäßig aus den Puppen und können auch  ein bis zwei Jahre überdauern. Ausschlaggebend für die Entwicklung ist der Niederschlag in den Halbwüsten. Bleibt der Regen aus schlüpfen keine Falter aus den Puppen. In Jahren mit vorhandenem Regen dauert die Entwicklung zum Imagine zwei bis drei Wochen nach der Verpuppung.

### Ähnliche Arten
Der Sahara Schwalbenschwanz (Papilio saharae) ist dem in Europa sowie den Mittelmeerinseln heimischen und in Afrika vorkommenden Schwalbenschwanz (Papilio machaon) zum Verwechseln ähnlich. Eine Unterscheidung anhand einer Genitalienuntersuchung ist möglich, jedoch sind sie kein sicheres Unterscheidungsmerkmal, da sie zu variabel sind. Beim Sahara Schwalbenschwanz ist die Größe des Falters geringer und die Anzahl der Fühlersegmente beträgt 31, für Papilio machaon und seine Unterarten sind 33 bis 36 Fühlersegmente vorhanden. Das zählen der Fühlersegmente ist mit dem bloßen Auge schwer möglich. Über eine Vergrößerung mit einer Lupe jedoch durchführbar. Geringere Ähnlichkeit hat der Sahara Schwalbenschwanz mit den in Süd- und Südosteuropa vorkommenden Arten Südlicher Schwalbenschwanz (Papilio alexanor) und Segelfalter (Iphiclides podalirius).
Es kommt vor, dass der Sahara Schwalbenschwanz und Papilio machaon sich paaren. Die aus der Kreuzung hervorgegangenen Hybriden sind fruchtbar, zeigen aber in der weiteren Entwicklung Störungen. Die Raupen dieser Kreuzung sehen anders aus, entwickeln sich jedoch normal und werden größer als die Raupen des Sahara Schwalbenschwanzes. Die aus der Puppe schlüpften Falter entsprechen von der Größe denen von Papilio machaon.

## Geographische Verbreitung und Vorkommen
Papilio saharae wurde in Ägypten, Jemen, Marokko, Algerien, Tunesien, Libyen, Saudi-Arabien und Jordanien aufgefunden. Die Fundorte sind regional begrenzt und dehnten sich von Marokko bis zur Sinai-Halbinsel aus. Der Typenfundort wurde für Laghouat in Algerien bestimmt.
Er ist sowohl in der Ebene als auch im Gebirge anzutreffen, allerdings bevorzugt er die höheren Lagen von 500 bis 2000 m. Eine Ausnahme bilden die Lebensraumeigenschaften im Jemen, dort ist Papilio saharae nur in den Hochlagen der Gebirge über 2000 m aufzufinden. Die Art bewohnt Felshänge oder Schluchten mit einem Vorkommen der Nahrungspflanzen. Aufgrund des regionalen Vorkommens werden auch Halbwüsten mit trockenen und steinigen Ebenen mit dürftigem Pflanzenbewuchs besiedelt.

### Flugzeit
Die Falter fliegen von Februar bis April, angepasst an die regionalen Regenfälle in einer Generation. Für manche Lebensräume werden auch mehrere Generationen angegeben mit vorgefundenen Faltern im April und August. Die Falter zeigen häufig ein „hilltopping“ (Gipfelbalz).

### Parasiten
Die Raupen des Sahara–Schwalbenschwanzes werden oft von Raupenfliegen (Tachinidae) befallen. Sie überwintert als Puppe in der Puppenhülle, schlüpft im Herbst und legt dann ihre Eier in die Raupen ihrer Wirte.

### Gefährdung
Auf der Roten Liste gefährdeter Arten wurde Papilio saharae nicht aufgeführt. Gründe für die nicht Berücksichtigung sind fehlende Daten und die schwierige Abgrenzung zu den ähnlichen Arten Papilio hospiton und Papilio machaon.
Für das Vorkommen in Jordanien wurde in Verbindung mit den weiteren dort regional vorkommenden, seltenen Schmetterlingsarten angeregt einen Schutzstatus oder ein Schutzgebiet auszuweisen, um den Erhalt dieser Arten regional zu sichern.

## Artenabgrenzung
Die Abgrenzung als eigenständige Art wurde für Papilio saharae aufgrund kleiner äußerer Unterschiede und kleiner Unterschiede in den Genitalien, sowie in Verbindung mit der stark abweichenden Zeichnung und Färbung der Raupen mit einer klaren Abgrenzung der genutzten Pflanzen und Habitate zur Eiablage vorgenommen (Pittaway et al., 1994).